# Zack Britton

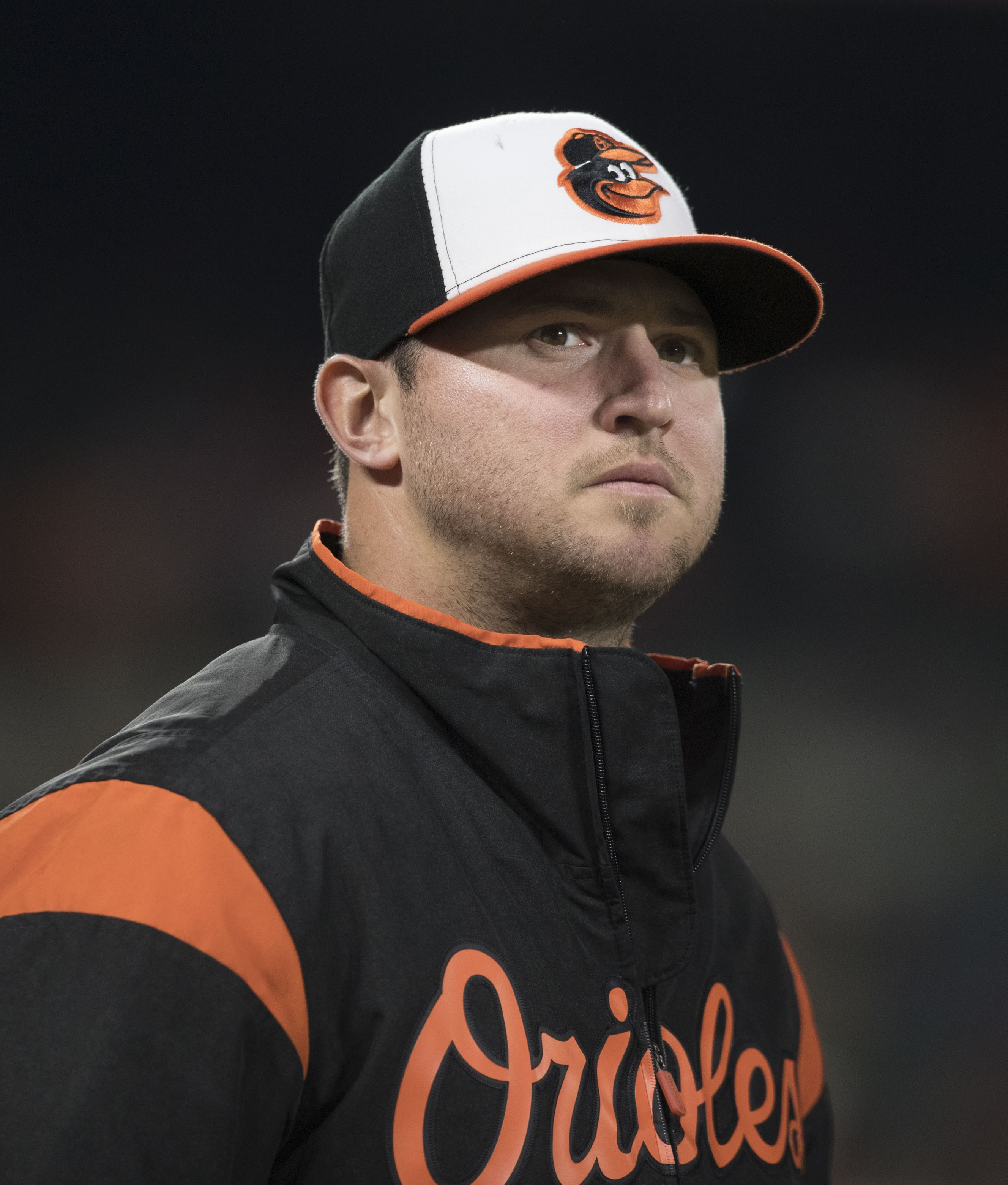
Zack Britton, 2017.

Zackary Grant "Zack" Britton, fram till år 2019 gick han under namnet Zach Britton, född 22 december 1987 i Panorama City (Los Angeles) i Kalifornien, är en amerikansk professionell basebollspelare som spelar som pitcher för New York Yankees i Major League Baseball (MLB). Han har tidigare spelat för Baltimore Orioles.
Britton hade ett erbjudande om att studera på Texas A&M University och spela med deras idrottsförening Texas A&M Aggies basebollag. Baltimore Orioles valde honom som 85:e spelare totalt i 2006 års MLB-draft. Han beslutade att skriva på för Orioles istället för att studera i Texas.